# Yirol East
Yirol East – hrabstwo w Sudanie Południowym, w stanie Lakes. W 2008 roku liczyło 67 402 mieszkańców (33 425 kobiet i 33 977 mężczyzn) w 9578 gospodarstwach domowych. Dzieli się na 6 mniejszych jednostek administracyjnych zwanych payam:
- Adior
- Lekakedu
- Malek
- Pagarau
- Tinagau
- Yali